# 協同転地演習

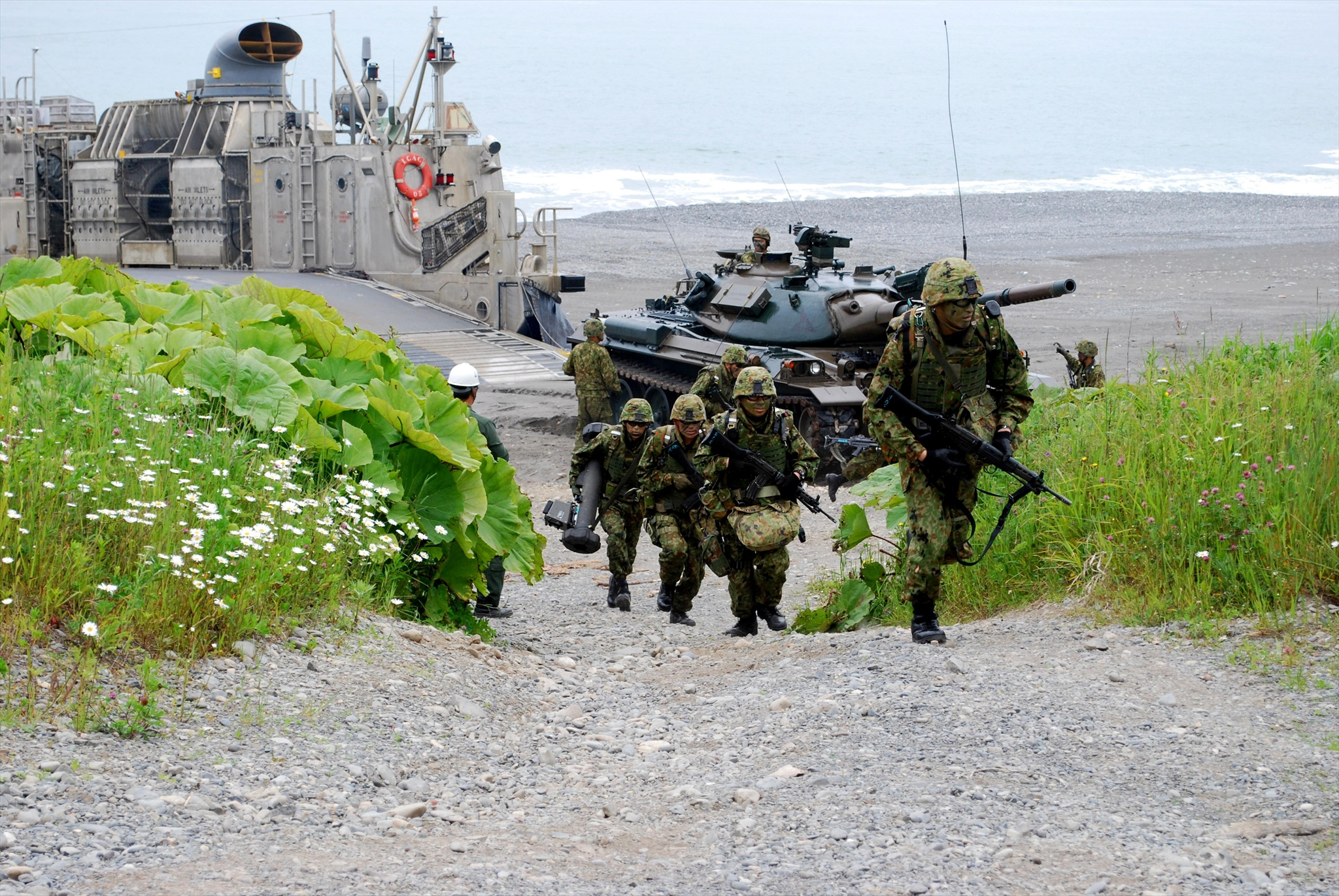
協同転地演習（北方転地）「おじろ2012」
北海道の海岸にLCACで上陸した第6師団の隊員
（2012年7月8日 浜大樹訓練場）

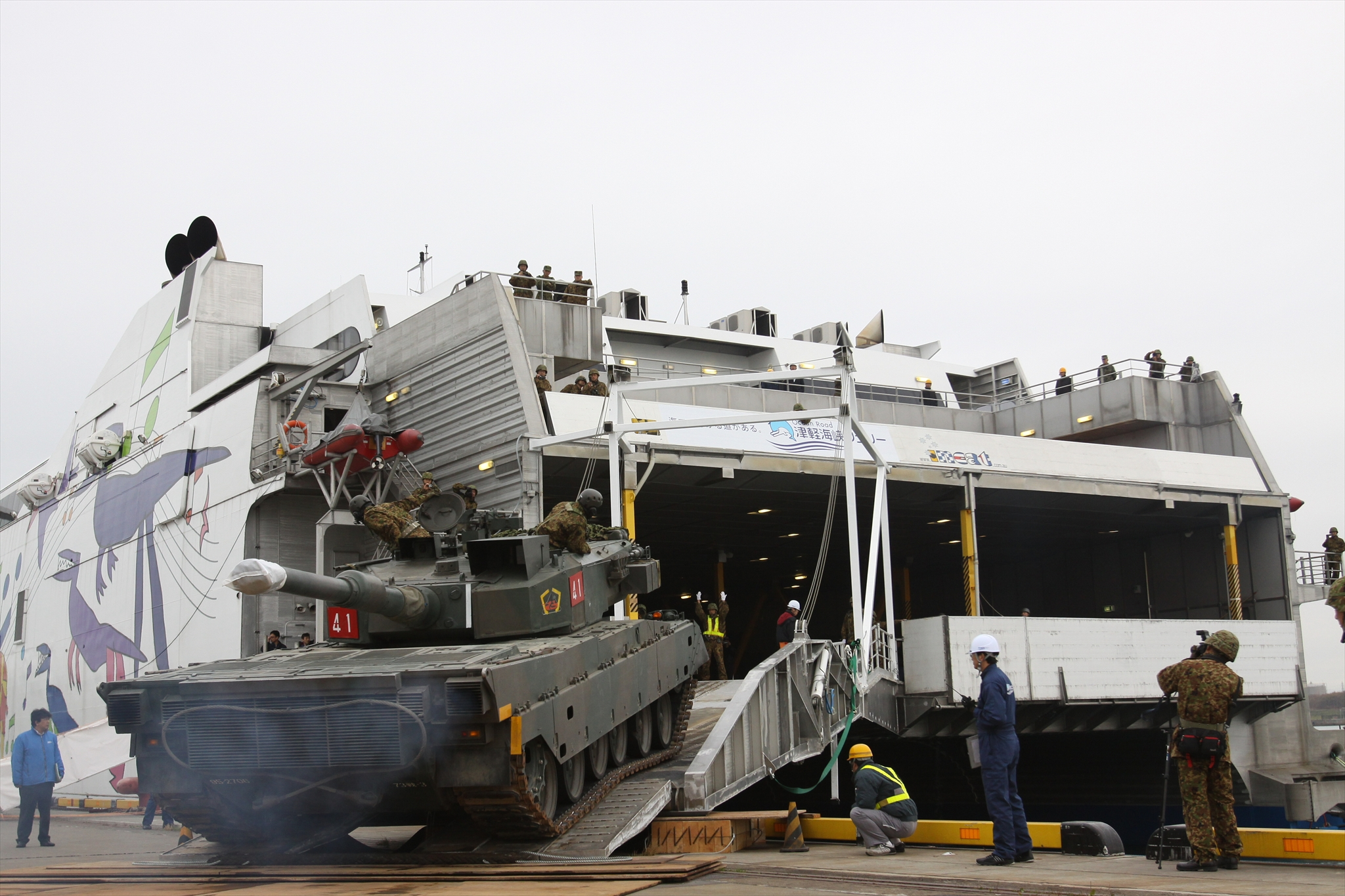
協同転地演習（南方転地）
ナッチャンWorldに搭載中の第7師団の90式戦車
（2011年11月7日 苫小牧港）

協同転地演習（きょうどうてんちえんしゅう）は、2005年（平成17年）に、これまでの北方機動特別演習に変わって実施されるようになった、陸上自衛隊の機動展開演習のことである。

## 概要
日本列島は、南北に細長い構造をしており、陸上自衛隊の隊員数も、組織を維持する最低限の隊員数しか保持していないため、ひとたび有事が発生した場合、日本全国に展開している陸上自衛隊の部隊を、いかに速やかに機動展開させるかが重要になる。
そのため、冷戦体制下で、ソ連と対峙する北海道に、速やかに本州や九州の部隊を送り込む「北方機動特別演習」が毎年のように開催され、輪番で師団ごと北海道に移動させ、北海道ならではの大規模演習場である矢臼別演習場、北海道大演習場、浜大樹訓練場等での訓練を行ってきた。
しかし、冷戦体制の終わりとともに、日本に対する脅威が、北海道から九州・沖縄と接する中国、北朝鮮へとシフトしており、陸上自衛隊の戦力が重点配備されている北海道からの機動展開が、逆に求められるようになって来た。また、自衛隊員に求められる訓練内容も、大規模戦闘を伴う野戦中心から、比較的小規模のテロリストや特殊部隊を相手にした市街地戦闘・近接戦闘にも対応できるよう求められるようになった。特に、有事が発生した時に首都東京およびその近郊に存在する重要防護施設の防護や、国内に潜入したテロリストや敵国特殊部隊（ゲリラコマンド）への対処に多くの人手が必要とされることから、北部方面隊を中心とした普通科部隊の投入が求められるようになって来た。
そこで、2005年（平成17年）6月から「北方機動特別演習」から「協同転地演習」に名前が改まり、これまで通りの本州や九州の部隊の北海道への「北方転地演習」に加えて、北部方面隊を本州に展開させる「南方転地演習」も行われるようになった。
この演習は、「九州有事に東部方面隊が出動して手薄になった関東地方に北部方面隊を進出させる」という想定で行われ、航空自衛隊の輸送機、海上自衛隊のおおすみ型輸送艦に加えて、JR貨物（日本貨物鉄道）による鉄道輸送や民間の東日本フェリーや商船三井フェリーなども使用して行われた。この訓練では、関東地方への移動完了後に東富士演習場、朝霞訓練場、大宮駐屯地において各種の演習、とりわけ東富士演習場内にある「市街地訓練場」での市街地近接戦闘の訓練を行った。
陸上自衛隊では、今後も同様の訓練を実施する予定であり、さらに異なった想定での協同転地演習を行って、全国のあらゆる部隊があらゆる場所に整然と機動展開できるようにする見込みである。